# Antonio Masini
Antonio Masini (Roma, 1639 - 20 de setembre de 1678) fou un compositor italià del Barroc. Primerament restà al servei de la reina Cristina de Suècia, i el 1674 aconseguí la plaça de mestre de capella de la basílica del Vaticà. Entre les seves composicions hi figuren: sis motets fugats a 4 i 8 veus; el salm Voce mea, a 4 veus; Divit, a 4 veus, amb orquestra.